# Rhyacia oreas
Rhyacia oreas är en fjärilsart som beskrevs av Rudolf Püngeler 1904. Rhyacia oreas ingår i släktet Rhyacia och familjen nattflyn. Inga underarter finns listade.